# Jagi Emi
Jagi Emi (japánul: 八木詠美, Hepburn-átírással: Emi Yagi) (?, 1988 –) japán író. Nagano prefektúrában született. Tokióban él. A Vaszeda Tudományegyetemen szerzett diplomát. Pályája kezdetén egy kiadónál dolgozott, és a munkája mellett kezdett írni. 

## Pályája
2020-ban elnyerte a  36. Dazai Oszamu-díjat a Kihordott hiány (Kúsin tecsó, 『空芯手帳』) című művéért, amelynek főszereplője egy nő, aki megjátssza a terhességet a munkahelyén, ahol rajta kívül csak férfiak dolgoznak. 
A művet több mint 15 nyelvre fordították le világszerte, és az angol fordítás, a Diary of a Void felkerült a  The New Yorker The Best Books of 2022 listájára is. 

## Magyarul
- Kihordott hiány (regény); ford. Mayer Ingrid; Scolar Kiadó, Bp., 2024